# Филиппо де Филиппи
Филиппо де Филиппи (итал. Filippo de Filippi) (20 апреля 1814 — 9 февраля 1867) — итальянский естествоиспытатель и путешественник.   

## Биография
Филиппо де Филиппе родился в Павии, 20 апреля 1814 году. Изучал медицину в университете Павии, где в 1836 году получил степень доктора медицины и впоследствии был назначен профессором кафедры зоологии. С 1840 года работал в Музее естественной истории в Милане. В 1848 году сменил Джузеппе Жене в качестве профессора зоологии в Университете Турина и хранителя зоологических коллекций естественно-исторического музея в Турине.
Был одним из первых сторонников дарвинизма в Италии. В 1864 году он прочитал скандальную лекцию под названием Sull'uomo e le scimmie (О человеке и обезьянах ). 
В 1862 году путешествовал по Персии и в 1865 году принял на себя заведование научными исследованиями во время кругосветного плавания корабля «Magenta». Он вёл дневник, который впоследствии стал книгой о путешествиях по стране. По возвращении в Италию он написал ряд статей по ботанике и зоологии Персии.
Умер в Гонконге 9 февраля 1867 года от дизентерии в ходе одного из путешествий.

## Труды
- «Memoria sugli Anelidi della famiglia delle Sanguisughe» (Милан, 1837);
- «Catalogo ragionato edescrittivo della raccolte de’ Serpenti del museo di Pavia» (Милан, 1840);
- «Memoria sullo sviluppo de Ghiozzo d’aque doice (Gobio fluviatilis)» (Милан, 1841);
- «Delle funzioni riproduttivi negli animali» (Милан, 1850; 2 изд., 1856);
- «Il regno animale» (Милан, 1852); «Note di un viaggio in Porsia» (Мил., 1865).